# Российский национальный комитет по защите от неионизирующих излучений
Российский национальный комитет по защите от неионизирующих излучений (РНКЗНИ) — всероссийская научная комиссия в области электромагнитобиологии, радиобиологии и гигиены неионизирующих излучений.
Российский национальный комитет по защите от неионизирующих излучений (РНКЗНИ) образован в соответствии с решением Российской научной комиссии по радиационной защите при Правительстве Российской Федерации от 28 января 1997 года. Основанием для создания РНКЗНИ было решение Межведомственной комиссии по экологической безопасности Совета безопасности Российской Федерации по созданию научно-координационной структуры в области электромагнитной безопасности (1996 год). От Совета Безопасности создание РНКЗНИ курировал Секретарь Межведомственной комиссии по экологической безопасности к. ф.-м. н. В. Ф. Меньщиков.
Подготовительную работу по организации РНКЗНИ провели профессор д. м. н. Григорьев Ю. Г. и д. б. н. Григорьев О. А. В первый состав РНКЗНИ наряду с его организаторами вошли академик Шандала М. Г., профессор Пальцев Ю. П., д. м. н. Никитина В. Н., профессор Шиходыров В. В., профессор д. б. н. Холодов Ю. А., профессор д. б. н. Лукьянова С. Н., к. ф.-м. н. Тищенко В. А., профессор д. м. н. Давыдов Б. И., к. м. н. Зуев В. Г., д. ф.-м. н. Бинги В. Н., д. б. н. Рубцова Н. Б., д. м. н. Походзей Л. В. и к. б. н. А. В. Меркулов. Первым Учёным секретарём РНКЗНИ работала к. б. н. Е. П. Бичелдей, позже её сменила В. А. Алексеева.
После нескольких преобразований в системе организации межведомственных комиссий, в 2012 году РНКЗНИ был трансформирован в самостоятельную научную комиссию, сохраняющую функции независимого экспертного и консультативного органа.
Основное направление деятельности РНКЗНИ — формирование независимого профессионального научного сообщества специалистов высшей квалификации, способных решать на высшем уровне экспертные и научные задачи в области защиты от неионизирующих излучений человека и окружающей среды.

Базовые положения устава, цели и задачи работы РНКЗНИ: научное обеспечение комплексного решения проблем защиты от неионизирующих излучений человека и окружающей среды, разработка рекомендаций по уменьшению ущерба от воздействия неионизирующих видов излучений, научная поддержка мероприятий по охране здоровья населения в условиях контакта с электромагнитным полем.
РНКЗНИ поддерживает рабочие отношения с Международной программой по неионизирующим излучениям Всемирной организацией здравоохранения и является национальной точкой контакта в рамках программы ВОЗ, в период с 2003 по 2023 год представляет национальные отчёты по исследованиям в области биологических эффектов неионизирующих излучений.

РНКЗНИ в рамках секций по неионизирующим излучениям объединён с Научным советом РАН по радиобиологии и Научным радиобиологическим обществом РАН.
Начиная с 1998 года РНКЗНИ организовывает национальные и международные научные конференции по проблемам электромагнитной безопасности человека и экосистем, в том числе совместно с Международным электромагнитным проектом ВОЗ.
 Все действующие в Российской Федерации предельно-допустимые уровни электромагнитного поля были обоснованы бывшими и действующими членами РНКЗНИ.
За период работы выпущено 7 сборников научных статей под общим названием «Ежегодник Российского национального комитета по защите от неионизирующих излучений»